# Пролежень
Пролежень (лат. decubitus) — некроз мягких тканей в результате постоянного давления, сопровождающегося местными нарушениями кровообращения и нервной трофики.

## Причины возникновения
1. Недостаточный уход за больным.
2. Слишком большой или слишком малый вес пациента.
3. Сухость кожи.
4. Недержание мочи или кала.
5. Заболевания, приводящие к нарушению трофики (питания) тканей.
6. Анемия.
7. Ограниченная подвижность.
8. Повышение или понижение температуры тела.
9. Недостаточное белковое питание.

## Стадии пролежней
Степень I: кожный покров не нарушен. Устойчивая гиперемия, не проходящая после прекращения давления.
Степень II: поверхностное (неглубокое) нарушение целостности кожных покровов с распространением на подкожную клетчатку. Стойкая гиперемия. Отслойка эпидермиса.
Степень III: разрушение кожного покрова вплоть до мышечного слоя с проникновением в мышцу. Пролежень выглядит как рана. Могут быть жидкие выделения.
Степень IV: поражение всех мягких тканей. Наличие полости, обнажающей нижележащие ткани (сухожилия, вплоть до кости).
При пролежнях III-IV степени главный метод лечения — хирургический.

## Места образования

Пролежни образуются в большей степени в области крестца, лопаток, пяток, коленей, ребер, пальцев ног, больших вертелов бедренной кости, стоп, седалищной кости, гребней подвздошной кости и локтевых суставов. В мировой практике известны также случаи локализации пролежней на пальцах рук, а также на голове и ушах; поражаются кожа (поверхностный пролежень) и подкожная клетчатка с мышцами (глубокий пролежень, который опасен образованием инфицированной раны). Пролежень на коже может возникнуть и от давления гипсовой повязки при переломах или на слизистой оболочке рта — от давления зубного протеза и т. д.
Основные причины локализации пролежней — это давление и время. Если наружное давление на протяжении длительного времени (более двух часов) будет выше, чем давление внутри капилляров, то образование пролежня практически неизбежно.

## Лечение
Основные средства лечения пролежней:
- антибактериальные препараты и фунгицидные средства;
- некролитические препараты (коллагеназа, дезокси-рибонуклеаза, трипсин, химотрипсин, террилитин);
- дегидратирующие — гиперосмолярные препараты;
- ангиопротекторы — средства, улучшающие микроциркуляцию (пирикарбат, трибенозид);
- противовоспалительные средства (дексаметазон, гидрокортизон, преднизолон);
- стимуляторы репаративных процессов (Стелланин, метилурацил, винилин, мазь каланхоэ);
- современные серебросодержащие препараты (Арговит, Аргокрем, Аргогель, Аргосульфан, Дермазин). [источник не указан 1917 дней]

## Профилактика
Тщательный уход за кожей (протирание), регулярная смена белья и перемена положения больного в постели обязательно каждые 2 часа, применение специального массирующего (водного, пневматического и т. д.) антипролежневого матраца, подкладного круга и других специальных приспособлений.
Особое место в лечении должно занимать питание больного. В рационе должна преобладать богатая белками пища. В сутки должно быть выпито не менее 1,5 литров жидкости.
Профилактика появления пролежней начинается уже в первые дни вынужденной обездвиженности больного. Хорошо, если в медицинском учреждении пациенту предоставлена специальная многофункциональная кровать для лежачих больных. Механизм кровати позволяет приподнять голову человека или ноги, придать ему полусидячее положение. Таким образом будет меняться давление на различные части тела, будет облегчён уход за больным. Необходимо строго следить за своевременностью гигиенических процедур, сухостью кожных покровов, чистотой постельного белья, отсутствием складок и крошек на белье.

## Клинические признаки пролежней у животных
Внешне пролежни характеризуются наличием на выступающих боковых поверхностях тела с одной или двух сторон очагов омертвевшей кожи различной величины, округлой или овальной формы. Кожа утончена, плотная, буро-чёрного цвета, волосы взъерошены или отсутствуют. Окружающие ткани в свежих случаях и при осложнении инфекцией отёчны, болезненны. Позднее, по мере отторжения, тонкий край мёртвой кожи завёртывается наружу. При глубоких поражениях из-под него выделяется гной. 

## Лечение и профилактика у животных
Больные животные, вынужденные больше лежать, должны быть обеспечены обильной подстилкой из соломы, торфа, опилок или их комбинаций. При этом тяжелобольных следует регулярно, через 2-3 часа, переворачивать на другую сторону. Для улучшения кровообращения сдавливаемые участки протирают камфорным спиртом. При появлении пролежней кожу поражённого участка обрабатывают 1-2 раза в день 2-3%-м спиртовым раствором пиоктанина, бриллиантовой зелени или мазями — цинковой, йодоформтаниновой.